# 2010 en Italie
Chronologie de l'Italie
- 2006
- 2007
- 2008
- 2009
- 2010
- 2011
- 2012
- 2013
- 2014

2008 par pays en Europe - 2009 par pays en Europe - 2010 par pays en Europe
2008 en Europe - 2009 en Europe - 2010 en Europe - 2011 en Europe - 2012 en Europe 

## Événements

### Janvier 2010
- Jeudi 28 janvier 2010  : le gouvernement Berlusconi annonce, à Reggio de Calabre, un « plan de lutte extraordinaire » contre la mafia, qui comprend notamment la codification des lois anti-mafia et l'établissement d'une « liste noire » d'entreprises liées au crime organisé.

### Février 2010
- Mardi 23 février 2010 : à la suite d'un acte de malveillance, le système hydrologique du Pô est touché par la pire catastrophe écologique de son histoire : des inconnus provoquent le déversement de milliers de mètres cubes d'hydrocarbures et de résidus polluants en ouvrant les vannes des cuves de stockage du dépôt de l'ex-raffinerie Lombarda Petroli de Villasanta, dans la Brianza. Ces hydrocarbures ont d'abord envahi les terres environnantes et de là, se sont déversés dans la rivière Lambro, puis dans le Pô, polluant ensuite une grande partie du système hydrologique du plus grand fleuve d'Italie en aval.

### Mars 2010
- Dimanche 28 mars 2010  : élections régionales, la coalition de Silvio Berlusconi gagne six régions sur treize et la Ligue du Nord gagne le Piémont et la Vénétie.

### Mai 2010
- Mardi 25 mai 2010 : le gouvernement annonce un nouveau plan d'économies afin réduire les dépenses publiques d'environ 24 milliards d'euros.
- Dimanche 30 mai 2010  : l'Italien Ivan Basso, déjà vainqueur en 2006, remporte la 93e édition du Tour d'Italie. Il devance l'Espagnol David Arroyo et son coéquipier Vincenzo Nibali.

### Juin 2010
- Samedi 5 juin 2010  : la joueuse de tennis Francesca Schiavone remporte le tournoi de Roland-Garros et devient la première joueuse italienne à obtenir un titre du grand chelem.

## Culture

### Cinéma

#### Films italiens sortis en 2010
- 12 mars : Mine vaganti, film de Ferzan Özpetek
- 23 avril : La nostra vita, film de Daniele Luchetti
- 5 mai : Draquila : L'Italia che trema, film documentaire de Sabina Guzzanti
- 4 août : La doppia ora, film de Giuseppe Capotondi

#### Autres films sortis en Italie en 2010
- x

#### Mostra de Venise
- Lion d'or d'honneur : John Woo
- Prix spécial du jury pour l'ensemble de la carrière : Monte Hellman
- Lion d'or :  Somewhere de Sofia Coppola
- Grand prix du jury : Essential Killing de Jerzy Skolimowski
- Lion d'argent du meilleur réalisateur : Álex de la Iglesia pour Balada triste de trompeta
- Coupe Volpi pour la meilleure interprétation féminine : Ariane Labed pour Attenberg d'Athina Rachel Tsangari
- Coupe Volpi pour la meilleure interprétation masculine : Vincent Gallo pour Essential Killing de Jerzy Skolimowski

### Littérature

#### Livres parus en 2010
- Andrea Bajani, Ogni promessa (Einaudi)  (ISBN 978-8-80620-020-6) • traduction française : Toutes les familles, trad. Vincent Raynaud, Gallimard, 2013  (ISBN 978-2-07013-503-5)

#### Prix et récompenses
- Prix Strega : Antonio Pennacchi, Canale Mussolini (Mondadori)
- Prix Bagutta : Corrado Stajano (it), La città degli untori (Garzanti)
- Prix Bancarella : Elizabeth Strout, Olive Kitteridge
- Prix Campiello : ?
- Prix Flaiano :
  - Fiction : Silvia Avallone pour Acciaio (Rizzoli) | traduction française : D'acier (Liana Levi, 2011)
  - Poésie : ?
- Prix Napoli :  Sergio De Santis, Nostalgia della ruggine (Mondadori) ; Benedetta Tobagi, Come mi batte forte il tuo cuore (Einaudi) ; Emanuele Trevi, Il libro della gioia perpetua (Rizzoli).
- Prix Pozzale Luigi Russo :
  - x ?
  - x ?
  - x ?
- Prix Raymond-Chandler : Michael Connelly
- Prix Scerbanenco : Elisabetta Bucciarelli (it) pour Ti voglio credere (Kowalski)
- Prix Stresa : ?
- Prix Viareggio :
  - Roman : Nicola Lagioia, Riportando tutto a casa (romanzo)|Riportando tutto a casa (Einaudi)
  - Essai : Michele Emmer, Bolle di sapone. Tra arte e matematica (Bollati Boringhieri)
  - Poésie : Pierluigi Cappello, Mandate a dire all'Imperatore (Crocetti)

## Décès en 2010
- 3 janvier : Gianni Bonichon, 65 ans, bobeur[1]. (° 13 octobre 1944)
- 16 janvier : Felice Quinto, 80 ans, photographe[2]. (° 11 avril 1929)
- 17 février : Emilio Lavazza, 78 ans, homme d'affaires[3]. (° 7 août 1932).
- 28 avril : Furio Scarpelli, 90 ans, scénariste. (° 16 décembre 1919)
- 4 mai : Luigi Poggi, 92 ans, cardinal italien de la Curie romaine, bibliothécaire et archiviste émérite de l'Église[4]. (° 25 novembre 1917)
- 18 mai : Edoardo Sanguineti, 79 ans, écrivain et poète. (° 9 décembre 1930).
- 2 juin : Giuseppe Taddei, 93 ans, baryton. (° 26 juin 1916)
- 31 juillet : Suso Cecchi D'Amico, 96 ans, scénariste, qui a participé notamment à l'écriture des scénarios des films Le Voleur de bicyclette de Vittorio De Sica et Le Guépard de Luchino Visconti[5]. (° 21 juillet 1914)
- 20 juin : Roberto Rosato, 66 ans, footballeur[6]. (° 18 août 1943).
- 16 août : Nicola Cabibbo, 75 ans, physicien, Président de l'Académie pontificale des sciences de 1993 à  sa mort[7]. (° 10 avril 1935).
- 17 août : Francesco Cossiga, 82 ans, homme politique, Président de la République italienne de 1985 à 1992[8]. (° 26 juillet 1928).
- 2 novembre : Enrico Magenes, 87 ans, mathématicien. (° 15 avril 1923).
- 2 décembre : Michele Giordano, 80 ans, cardinal, archevêque émérite de Naples. (° 26 septembre 1930)

#### Articles sur l'année 2010 en Italie
- Élections régionales italiennes de 2010

#### L'année sportive 2010 en Italie
- Italie aux Jeux olympiques d'hiver de 2010
- Équipe d'Italie de football à la Coupe du monde 2010
- Championnat du monde de volley-ball masculin 2010
- Championnats du monde de patinage artistique 2010
- Championnat d'Italie de football 2009-2010
- Championnat d'Italie de football 2010-2011
- Championnat d'Italie de rugby à XV 2009-2010
- Championnat d'Italie de rugby à XV 2010-2011
- Grand Prix automobile d'Italie 2010
- Milan-San Remo 2010
- Tour d'Italie 2010
- Masters de Rome 2010
- Tournoi de tennis de Rome (WTA 2010)

#### L'année 2010 dans le reste du monde
- 2010 par pays en Afrique
- 2010 par pays en Amérique, 2010 aux États-Unis
- 2010 par pays en Asie, 2010 en Chine
- 2010 par pays en Europe, 2010 dans l'Union européenne, 2010 en France
- 2010 par pays en Océanie
- 2010 par pays au Proche-Orient
- 2010 aux Nations unies